# ضریب اصطکاک دارسی
در دینامیک سیالات, فرمول‌های ضریب اصطکاک دارسی معادلاتی هستند که امکان محاسبه ضریب اصطکاک دارسی را فراهم می‌کنند، کمیتی بدون بعد که در معادله دارسی-وایزباخ برای توصیف تلفات اصطکاک در جریان لوله و همچنین جریان کانال باز استفاده می‌شود.
ضریب اصطکاک دارسی به ضریب اصطکاک دارسی-وایزباخ، ضریب مقاومت یا به  ضریب اصطکاک معروف است. طبق تعریف چهار برابر بزرگتر از ضریب اصطکاک فنینگ است.
در این مقاله، قراردادها و تعاریف زیر باید درک شود:
- عدد رینولدز Re به صورت Re = V.D / ν در نظر گرفته می شود، که در آن V میانگین سرعت جریان سیال، D قطر لوله، و جایی که ν ویسکوزیته سینماتیک v=μ / ρ است، با μ ویسکوزیته دینامیکی سیال، و ρ چگالی سیال است
- زبری نسبی لوله ε / D، که در آن ε ارتفاع زبری مؤثر لوله و D قطر لوله (داخلی) است.
- f مخفف ضریب اصطکاک دارسی است. مقدار آن به عدد رینولدز (Re) جریان و به زبری نسبی ε/D لوله بستگی دارد.
- تابع لگاریتم به صورت پایه-10 در نظر گرفته می شود (همان‌طور که در زمینه های مهندسی مرسوم است): اگر x = log(y)، آنگاه y = 10x.
- تابع ln به صورت پایه-e درک می شود: اگر x = ln(y)، آنگاه y = ex.

## رژیم جریان

### اینکه کدام فرمول ضریب اصطکاک ممکن است قابل اجرا باشد به نوع جریانی که وجود دارد بستگی دارد:
- جریان آرام
- انتقال بین جریان آرام و آشفته
- جریان کاملاً متلاطم در مجرای صاف
- جریان کاملاً متلاطم در مجرای ناهموار
- جریان سطحی آزاد.

### جریان انتقالی:
جریان گذار (نه کاملا آرام و نه کاملاً آشفته) در محدوده اعداد رینولدز بین 2300 و 4000 رخ می دهد. مقدار ضریب اصطکاک دارسی در معرض عدم قطعیت های زیادی در این رژیم جریان است.

### جریان کاملاً متلاطم در مجرای صاف:
همبستگی بلاسیوس ساده ترین معادله برای محاسبه ضریب اصطکاک دارسی است. از آنجایی که همبستگی بلاسیوس اصطلاحی برای زبری لوله ندارد، فقط برای لوله های صاف معتبر است. با این حال، همبستگی بلاسیوس گاهی اوقات به دلیل سادگی در لوله های ناهموار استفاده می شود. همبستگی بلاسیوس تا عدد رینولدز 100000 معتبر است.

### جریان کاملاً متلاطم در مجرای ناهموار:
ضریب اصطکاک دارسی برای جریان کاملاً متلاطم (عدد رینولدز بیشتر از 4000) در مجرای ناهموار را می توان با معادله کولبروک - وایت مدل کرد.

### جریان سطحی آزاد:
آخرین فرمول در بخش معادلات کولبروک این مقاله برای جریان سطح آزاد است. تقریب های دیگر در این مقاله برای این نوع جریان قابل اجرا نیستند.

## انتخاب یک فرمول

### قبل از انتخاب یک فرمول، ارزش این را دارد که بدانید در مقاله روی نمودار مودی، دقت را برای لوله‌های صاف حدود 5% و برای لوله‌های ناهموار 10% بیان کرده است. اگر بیش از یک فرمول در رژیم جریان مورد بررسی قابل اجرا باشد، انتخاب فرمول ممکن است تحت تأثیر یک یا چند مورد از موارد زیر باشد:
- دقت مورد نیاز
- سرعت محاسبات مورد نیاز
- فناوری محاسباتی موجود:

●ماشین حساب
●صفحه گسترده
●زبان برنامه نویسی/اسکریپت.

### معادله کولبروک-وایت:
معادله پدیده شناسی کولبروک-وایت (یا معادله کولبروک) ضریب اصطکاک دارسی f را به عنوان تابعی از عدد رینولدز Re و زبری نسبی لوله ε/Dh بیان می‌کند و داده‌های مطالعات تجربی جریان آشفته در لوله‌های صاف و ناهموار را تطبیق می‌دهد. معادله را می توان برای حل (به صورت تکراری) ضریب اصطکاک دارسی-وایزباخ f استفاده کرد.
برای مجرای کاملاً پر از سیال در اعداد رینولدز بزرگتر از 4000، به صورت زیر بیان می شود:
{\displaystyle {\frac {1}{\sqrt {f}}}=-2\log \left({\frac {\varepsilon }{3.7D_{\mathrm {h} }}}+{\frac {2.51}{\mathrm {Re} {\sqrt {f}}}}\right)}
یا
{\displaystyle {\frac {1}{\sqrt {f}}}=-2\log \left({\frac {\varepsilon }{14.8R_{\mathrm {h} }}}+{\frac {2.51}{\mathrm {Re} {\sqrt {f}}}}\right)}
که:
- قطر هیدرولیک، Dh (m, ft) - برای مجراهای دایره ای پر از مایع، D= Dh = قطر داخلی
- شعاع هیدرولیک، Rh (m, ft) - برای مجراهای دایره ای پر از مایع، Rh =D/4=(قطر داخلی)

توجه: برخی منابع از ثابت 3.71 در مخرج عبارت زبری در معادله اول بالا استفاده می کنند.

### روش حل:
معادله کولبروک به دلیل ماهیت ضمنی آن معمولاً به صورت عددی حل می شود. اخیراً از تابع لامبرت (W) برای به دست آوردن فرمول مجدد صریح معادله کولبروک استفاده شده است.
{\displaystyle x={\frac {1}{\sqrt {f}}},b={\frac {\varepsilon }{14.8R_{h}}},a={\frac {2.51}{Re}}}
{\displaystyle x=-2\log(ax+b)}
یا
{\displaystyle 10^{-{\frac {x}{2}}}=ax+b}
{\displaystyle p=10^{-{\frac {1}{2}}}}
در آخر خواهیم داشت:
{\displaystyle p^{x}=ax+b}
{\displaystyle x=-{\frac {W\left(-{\frac {\ln p}{a}}\,p^{-{\frac {b}{a}}}\right)}{\ln p}}-{\frac {b}{a}}}
پس:
{\displaystyle f={\frac {1}{\left({\dfrac {2W\left({\frac {\ln 10}{2a}}\,10^{\frac {b}{2a}}\right)}{\ln 10}}-{\dfrac {b}{a}}\right)^{2}}}}

### شکل های گسترش یافته:
اشکال اضافی و ریاضی معادل معادله کولبروک عبارتند از:
{\displaystyle {\frac {1}{\sqrt {f}}}=1.7384\ldots -2\log \left({\frac {2\varepsilon }{D_{\mathrm {h} }}}+{\frac {18.574}{\mathrm {Re} {\sqrt {f}}}}\right)}
که:
1.7384... = 2 log (2 × 3.7) = 2 log (7.4)
18.574 = 2.51 × 3.7 × 2
و
{\displaystyle {\frac {1}{\sqrt {f}}}=1.1364\ldots +2\log \left(D_{\mathrm {h} }/\varepsilon \right)-2\log \left(1+{\frac {9.287}{\mathrm {Re} (\varepsilon /D_{\mathrm {h} }){\sqrt {f}}}}\right)}
یا
{\displaystyle {\frac {1}{\sqrt {f}}}=1.1364\ldots -2\log \left({\frac {\varepsilon }{D_{\mathrm {h} }}}+{\frac {9.287}{\mathrm {Re} {\sqrt {f}}}}\right)}
که
1.1364... = 1.7384... − 2 log (2) = 2 log (7.4) − 2 log (2) = 2 log (3.7)
9.287 = 18.574 / 2 = 2.51 × 3.7 شکل های معادل اضافی در بالا فرض می کنند که ثابت های 3.7 و 2.51 در فرمول بالای این بخش، دقیق هستند. ثابت ها احتمالاً مقادیری هستند که توسط کولبروک در طول برازش، منحنی  شده اند. اما هنگام مقایسه (به چندین رقم اعشار) نتایج حاصل از فرمول‌های صریح (مانند مواردی که در جاهای دیگر این مقاله یافت می‌شوند) با ضریب اصطکاک محاسبه‌شده از طریق معادله ضمنی کولبروک، به طور مؤثری رفتار می کنند.
معادلات مشابه شکل های اضافی بالا (با ثابت‌های گرد شده به ارقام اعشاری کمتر، یا شاید کمی جابه‌جایی برای به حداقل رساندن خطاهای گرد کردن ) ممکن است در مراجع مختلف یافت شوند. شاید ذکر این نکته مفید باشد که آنها اساساً معادله مشابهی هستند.

### جریان سطحی آزاد:
شکل دیگری از معادله کولبروک-وایت برای سطوح آزاد وجود دارد. چنین شرایطی ممکن است در لوله ای وجود داشته باشد که تا حدی پر از سیال جریان دارد. برای جریان سطح آزاد:
{\displaystyle {\frac {1}{\sqrt {f}}}=-2\log \left({\frac {\varepsilon }{12R_{\mathrm {h} }}}+{\frac {2.51}{\mathrm {Re} {\sqrt {f}}}}\right).}
معادله فوق فقط برای جریان آشفته معتبر است. روش دیگری برای تخمین f در جریان های سطح آزاد که در تمامی رژیم های جریان (آرام، انتقالی و آشفته) معتبر است، به شرح زیر است:
{\displaystyle f=\left({\frac {24}{Re_{h}}}\right)\left[{\frac {0.86e^{W(1.35Re_{h})}}{Re_{h}}}\right]^{2(1-a)b}\left\{{\frac {1.34}{\left[\ln {12.21\left({\frac {R_{h}}{\epsilon }}\right)}\right]^{2}}}\right\}^{(1-a)(1-b)}}
که"a"هست:
{\displaystyle a={\frac {1}{1+\left({\frac {Re_{h}}{678}}\right)^{8.4}}}}
و "b" هست:
{\displaystyle b={\frac {1}{1+\left({\frac {Re_{h}}{150\left({\frac {R_{h}}{\epsilon }}\right)}}\right)^{1.8}}}}
که در آن "Reh "عدد رینولدز است که در آن "h" طول هیدرولیک می باشد  (شعاع هیدرولیک برای جریان های 1 بعدی یا عمق آب برای جریان های دو بعدی) و "Rh"شعاع هیدرولیکی (برای جریان های 1 بعدی) یا عمق آب (برای جریان های 2 بعدی) است. تابع لمبرت W را می توان به صورت زیر محاسبه کرد:
{\displaystyle W(1.35Re_{h})=\ln {1.35Re_{h}}-\ln {\ln {1.35Re_{h}}}+\left({\frac {\ln {\ln {1.35Re_{h}}}}{\ln {1.35Re_{h}}}}\right)+\left({\frac {\ln {[\ln {1.35Re_{h}}]^{2}-2\ln {\ln {1.35Re_{h}}}}}{2[\ln {1.35Re_{h}}]^{2}}}\right)}

## تقریب معادله کولبروک

### معادله هالند:
معادله هالند در سال 1983 توسط پروفسور .S.E هالند از موسسه فناوری نروژ. از آن برای حل مستقیم ضریب اصطکاک دارسی-وایزباخ f برای یک لوله دایره ای با جریان کامل استفاده می شود. این تقریبی از معادله ضمنی کولبروک - وایت است، اما اختلاف داده‌های تجربی در دقت داده‌ها است.
معادله هالند به صورت زیر بیان می شود:
```
:

  

    

      

        

          

            
1

            

              
f

            

          

        

        
=

        
−

        
1.8

        
log

        
⁡

        

          
[

          

            

              

                
(

                

                  

                    

                      
ε

                      

                        
/

                      

                      
D

                    

                    
3.7

                  

                

                
)

              

              

                
1.11

              

            

            
+

            

              

                
6.9

                

                  
R

                  
e

                

              

            

          

          
]

        

      

    

    
{\displaystyle {\frac {1}{\sqrt {f}}}=-1.8\log \left[\left({\frac {\varepsilon /D}{3.7}}\right)^{1.11}+{\frac {6.9}{\mathrm {Re} }}\right]}

  

```

### معادله سوامی-جین:
معادله سوامی-جین (Swamee-Jain) برای حل مستقیم ضریب اصطکاک دارسی-وایزباخ f برای یک لوله دایره ای با جریان کامل استفاده می شود. این تقریبی از معادله ضمنی کولبروک – وایت است.
{\displaystyle f={\frac {0.25}{\left[\log \left({\frac {\varepsilon /D}{3.7}}+{\frac {5.74}{\mathrm {Re} ^{0.9}}}\right)\right]^{2}}}}

### راه حل سرغیدس:
محلول سرگیدس برای حل مستقیم ضریب اصطکاک دارسی-وایزباخ f برای یک لوله دایره ای با جریان کامل استفاده می شود. این تقریبی از معادله ضمنی کولبروک – وایت است. این با استفاده از روش Steffensen مشتق شده است.
راه حل شامل محاسبه سه مقدار میانی و سپس جایگزینی آن مقادیر در یک معادله نهایی است.
{\displaystyle A=-2\log \left({\frac {\varepsilon /D}{3.7}}+{12 \over \mathrm {Re} }\right)}
{\displaystyle B=-2\log \left({\frac {\varepsilon /D}{3.7}}+{2.51A \over \mathrm {Re} }\right)}
{\displaystyle C=-2\log \left({\frac {\varepsilon /D}{3.7}}+{2.51B \over \mathrm {Re} }\right)}
{\displaystyle {\frac {1}{\sqrt {f}}}=A-{\frac {(B-A)^{2}}{C-2B+A}}}
این معادله با معادله کولبروک-وایت در 0.0023٪ برای یک مجموعه آزمایشی با ماتریس 70 نقطه ای متشکل از ده مقدار زبری نسبی (در محدوده 0.00004 تا 0.05) توسط هفت عدد رینولدز (2500 تا 108) مطابقت دارد.

### معادله گودر-سوناد:
معادله گودار دقیق ترین تقریبی است که مستقیماً برای ضریب اصطکاک دارسی-وایزباخ f برای یک لوله دایره ای با جریان کامل حل می شود. این تقریبی از معادله ضمنی کولبروک – وایت است. معادله به شکل زیر است.
{\displaystyle a={2 \over \ln(10)}}
{\displaystyle b={\frac {\varepsilon /D}{3.7}}}
{\displaystyle d={\ln(10)\mathrm {Re}  \over 5.02}}
{\displaystyle s={bd+\ln(d)}}
{\displaystyle q={{s}^{s/(s+1)}}}
{\displaystyle g={bd+\ln {d \over q}}}
{\displaystyle z={\ln {q \over g}}}
{\displaystyle D_{LA}=z{g \over {g+1}}}
{\displaystyle D_{CFA}=D_{LA}\left(1+{\frac {z/2}{(g+1)^{2}+(z/3)(2g-1)}}\right)}
{\displaystyle {\frac {1}{\sqrt {f}}}={a\left[\ln \left(d/q\right)+D_{CFA}\right]}}

### راه حل برکیج:
برکیچ یک تقریب از معادله کولبروک را بر اساس تابع لامبرت W نشان می دهد.
{\displaystyle S=\ln {\frac {\mathrm {Re} }{\mathrm {1.816\ln {\frac {1.1\mathrm {Re} }{\ln \left(1+1.1\mathrm {Re} \right)}}} }}}
{\displaystyle {\frac {1}{\sqrt {f}}}=-2\log \left({\frac {\varepsilon /D}{3.71}}+{2.18S \over \mathrm {Re} }\right)}
این معادله با معادله کولبروک - وایت به اندازه 3.15٪ مطابقت دارد.

### راه حل برکیج-پراکس:
برکیچ و پراکس یک تقریب از معادله کولبروک را بر اساس رایت نشان می دهند
تابع {\displaystyle \omega }، همزاد تابع W لامبرت است
{\textstyle \displaystyle {\frac {1}{\sqrt {f}}}\approx 0.8686\cdot \left[B-C+\displaystyle {\frac {1.038\cdot C}{\mathrm {0.332+} \,x}}\right]\,}
{\textstyle A\approx \displaystyle {\frac {Re\cdot \epsilon /D}{8.0884}}}, {\textstyle B\approx \mathrm {ln} \,\left(Re\right)-0.7794}, {\textstyle C=}{\displaystyle \mathrm {ln} \,\left(x\right)}, and {\textstyle x=A+B}
این معادله با معادله کولبرگ-وایت به اندازه 0.0497٪ مطابقت دارد.

### راه حل پارکس-برکیج
```
برکیچ و پراکس یک تقریب از معادله کولبروک را بر اساس رایت نشان می دهند تابع 

  

    

      

        
ω

      

    

    
{\displaystyle \omega }

  

، همزاد تابع W لامبرت است.
```

{\textstyle \displaystyle {\frac {1}{\sqrt {f}}}\approx 0.8685972\cdot \left[B-C+\displaystyle {\frac {C}{x-0.5588\cdot C+1.2079}}\,\right]}
{\textstyle A\approx \displaystyle {\frac {Re\cdot \epsilon /D}{8.0897}}}, {\textstyle B\approx \mathrm {ln} \,\left(Re\right)-0.779626}, {\textstyle C=}{\displaystyle \mathrm {ln} \,\left(x\right)}, and {\textstyle x=A+B}
این معادله با معادله کولبرگ-وایت به اندازه 0.0012٪ مطابقت دارد.

### راه حل نیازکار
از آنجایی که مشخص شد جواب سرگیدس یکی از دقیق‌ترین تقریب‌های معادله ضمنی کولبروک-وایت است، نیازکار راه حل سرگیدس را برای حل مستقیم ضریب اصطکاک دارسی–وایزباخ برای یک لوله دایره ای با جریان کامل را تغییر داد.
راه حل نیازکار در زیر نشان داده شده است:
{\displaystyle A=-2\log \left({\frac {\varepsilon /D}{3.7}}+{4.5547 \over \mathrm {Re^{0.8784}} }\right)}
{\displaystyle B=-2\log \left({\frac {\varepsilon /D}{3.7}}+{2.51A \over \mathrm {Re} }\right)}
{\displaystyle C=-2\log \left({\frac {\varepsilon /D}{3.7}}+{2.51B \over \mathrm {Re} }\right)}
{\displaystyle {\frac {1}{\sqrt {f}}}=A-{\frac {(B-A)^{2}}{C-2B+A}}}
راه حل نیازکار بر اساس تحلیل مقایسه ای انجام شده در ادبیات بین 42 معادله صریح مختلف برای تخمین ضریب اصطکاک کولبروک، دقیق ترین تخمین است.

### همبستگی های بلاسیوس
قریب های اولیه برای لوله های صاف توسط پل ریچارد هاینریش بلاسیوس از نظر ضریب اصطکاک دارسی-وایزباخ در مقاله ای در سال 1913 ارائه شده است.
{\displaystyle f=0.3164\mathrm {Re} ^{-{1 \over 4}}}.
یوهان نیکورادسه در سال 1932 پیشنهاد کرد که این با یک همبستگی قانون توان برای مشخصات سرعت سیال مطابقت دارد.
میشا و گوپتا در سال 1979 با در نظر گرفتن شعاع منحنی معادل، اصلاحی را برای لوله‌های منحنی یا مارپیچ‌دار پیشنهاد کردند.(Rc)
{\displaystyle f=0.316\mathrm {Re} ^{-{1 \over 4}}+0.0075{\sqrt {\frac {D}{2R_{c}}}}},
با,
{\displaystyle R_{c}=R\left[1+\left({\frac {H}{2\pi R}}\right)^{2}\right]}
که f تابع:
- قطر لوله : D (m, ft)
- شعاع منحنی : R (m, ft)
- پیچ هلیکوئیدی : H (m, ft)
- عدد رینولدز : Re(بدون واحد)

مجاز برای:
- Retr < Re < 105
- 6.7 < 2Rc/D < 346.0
- 0 < H/D < 25.4

## جدول تقریب
جدول زیر تقریب های تاریخی رابطه کولبروک – وایت را برای جریان فشار محور فهرست می کند. معادله چرچیل (1977) تنها معادله ای است که می تواند برای جریان بسیار آهسته ارزیابی شود (عدد رینولدز <1)، اما چنگ (2008) و بلوس و همکاران. معادلات (2018) همچنین مقدار تقریباً صحیحی را برای ضریب اصطکاک در ناحیه جریان آرام برمی‌گرداند (عدد رینولدز < 2300).  بقیه موارد فقط برای جریان انتقالی و آشفته هستند.
| معادله | نویسنده                                 | سال  | محدوده | رفرنس       |
| --- | --------------------------------------- | ---- | --- | ----------- |
| {\displaystyle f=0.0055\left[1+\left(2\times 10^{4}\cdot {\frac {\varepsilon }{D}}+{\frac {10^{6}}{\mathrm {Re} }}\right)^{\frac {1}{3}}\right]} | Moody                                   | 1947 | {\displaystyle 4000\leq \mathrm {Re} \leq 5\times 10^{8}} {\displaystyle 0\leq \varepsilon /D\leq 0.01}                  |             |
| {\displaystyle f=0.094\left({\frac {\varepsilon }{D}}\right)^{0.225}+0.53\left({\frac {\varepsilon }{D}}\right)+88\left({\frac {\varepsilon }{D}}\right)^{0.44}\cdot {\mathrm {Re} }^{-{\Psi }}} که {\displaystyle \Psi =1.62\left({\frac {\varepsilon }{D}}\right)^{0.134}} | Wood                                    | 1966 | {\displaystyle 4000\leq \mathrm {Re} \leq 5\times 10^{7}} {\displaystyle 0.00001\leq \varepsilon /D\leq 0.04}            |             |
| {\displaystyle {\frac {1}{\sqrt {f}}}=-2\log \left({\frac {\varepsilon /D}{3.715}}+{\frac {15}{\mathrm {Re} }}\right)} | Eck                                     | 1973 | |             |
| {\displaystyle f={\frac {0.25}{\left[\log \left({\frac {\varepsilon /D}{3.7}}+{\frac {5.74}{\mathrm {Re} ^{0.9}}}\right)\right]^{2}}}} | Swamee and Jain                         | 1976 | {\displaystyle 5000\leq \mathrm {Re} \leq 10^{8}} {\displaystyle 0.000001\leq \varepsilon /D\leq 0.05}                   |             |
| {\displaystyle {\frac {1}{\sqrt {f}}}=-2\log \left({\frac {\varepsilon /D}{3.71}}+\left({\frac {7}{\mathrm {Re} }}\right)^{0.9}\right)} | Churchill                               | 1973 | |             |
| {\displaystyle {\frac {1}{\sqrt {f}}}=-2\log \left({\frac {\varepsilon /D}{3.715}}+\left({\frac {6.943}{\mathrm {Re} }}\right)^{0.9}\right)} | Jain                                    | 1976 | |             |
| {\displaystyle f/8=\left[\left({\frac {8}{\mathrm {Re} }}\right)^{12}+{\frac {1}{(\Theta _{1}+\Theta _{2})^{1.5}}}\right]^{\frac {1}{12}}} که {\displaystyle \Theta _{1}=\left[-2.457\ln \left(\left({\frac {7}{\mathrm {Re} }}\right)^{0.9}+0.27{\frac {\varepsilon }{D}}\right)\right]^{16}} {\displaystyle \Theta _{2}=\left({\frac {37530}{\mathrm {Re} }}\right)^{16}} | Churchill                               | 1977 | |             |
| {\displaystyle {\frac {1}{\sqrt {f}}}=-2\log \left[{\frac {\varepsilon /D}{3.7065}}-{\frac {5.0452}{\mathrm {Re} }}\log \left({\frac {1}{2.8257}}\left({\frac {\varepsilon }{D}}\right)^{1.1098}+{\frac {5.8506}{\mathrm {Re} ^{0.8981}}}\right)\right]} | Chen                                    | 1979 | {\displaystyle 4000\leq \mathrm {Re} \leq 4\times 10^{8}}                                                                |             |
| {\displaystyle {\frac {1}{\sqrt {f}}}=1.8\log \left[{\frac {\mathrm {Re} }{0.135\mathrm {Re} (\varepsilon /D)+6.5}}\right]} | Round                                   | 1980 | |             |
| {\displaystyle {\frac {1}{\sqrt {f}}}=-2\log \left({\frac {\varepsilon /D}{3.7}}+{\frac {4.518\log \left({\frac {\mathrm {Re} }{7}}\right)}{\mathrm {Re} \left(1+{\frac {\mathrm {Re} ^{0.52}}{29}}(\varepsilon /D)^{0.7}\right)}}\right)} | Barr                                    | 1981 | |             |
| {\displaystyle {\frac {1}{\sqrt {f}}}=-2\log \left[{\frac {\varepsilon /D}{3.7}}-{\frac {5.02}{\mathrm {Re} }}\log \left({\frac {\varepsilon /D}{3.7}}-{\frac {5.02}{\mathrm {Re} }}\log \left({\frac {\varepsilon /D}{3.7}}+{\frac {13}{\mathrm {Re} }}\right)\right)\right]} یا {\displaystyle {\frac {1}{\sqrt {f}}}=-2\log \left[{\frac {\varepsilon /D}{3.7}}-{\frac {5.02}{\mathrm {Re} }}\log \left({\frac {\varepsilon /D}{3.7}}+{\frac {13}{\mathrm {Re} }}\right)\right]}                                                                                               | Zigrang and Sylvester                   | 1982 | |             |
| {\displaystyle {\frac {1}{\sqrt {f}}}=-1.8\log \left[\left({\frac {\varepsilon /D}{3.7}}\right)^{1.11}+{\frac {6.9}{\mathrm {Re} }}\right]} | Haaland                                 | 1983 | |             |
| {\displaystyle {\frac {1}{\sqrt {f}}}=\Psi _{1}-{\frac {(\Psi _{2}-\Psi _{1})^{2}}{\Psi _{3}-2\Psi _{2}+\Psi _{1}}}} یا {\displaystyle {\frac {1}{\sqrt {f}}}=4.781-{\frac {(\Psi _{1}-4.781)^{2}}{\Psi _{2}-2\Psi _{1}+4.781}}} که {\displaystyle \Psi _{1}=-2\log \left({\frac {\varepsilon /D}{3.7}}+{\frac {12}{\mathrm {Re} }}\right)} {\displaystyle \Psi _{2}=-2\log \left({\frac {\varepsilon /D}{3.7}}+{\frac {2.51\Psi _{1}}{\mathrm {Re} }}\right)} {\displaystyle \Psi _{3}=-2\log \left({\frac {\varepsilon /D}{3.7}}+{\frac {2.51\Psi _{2}}{\mathrm {Re} }}\right)} | Serghides                               | 1984 | |             |
| {\displaystyle A=0.11\left({\frac {68}{Re}}+{\frac {\varepsilon }{D}}\right)^{0.25}} if {\displaystyle A\geq 0.018} then {\displaystyle f=A} and if {\displaystyle A<0.018} then {\displaystyle f=0.0028+0.85A} | Tsal                                    | 1989 | | [ ۲ ]       |
| {\displaystyle {\frac {1}{\sqrt {f}}}=-2\log \left({\frac {\varepsilon /D}{3.7}}+{\frac {95}{\mathrm {Re} ^{0.983}}}-{\frac {96.82}{\mathrm {Re} }}\right)} | Manadilli                               | 1997 | {\displaystyle 4000\leq \mathrm {Re} \leq 10^{8}} {\displaystyle 0\leq \varepsilon /D\leq 0.05}                          |             |
| {\displaystyle {\frac {1}{\sqrt {f}}}=-2\log \left\lbrace {\frac {\varepsilon /D}{3.7065}}-{\frac {5.0272}{\mathrm {Re} }}\log \left[{\frac {\varepsilon /D}{3.827}}-{\frac {4.657}{\mathrm {Re} }}\log \left(\left({\frac {\varepsilon /D}{7.7918}}\right)^{0.9924}+\left({\frac {5.3326}{208.815+\mathrm {Re} }}\right)^{0.9345}\right)\right]\right\rbrace } | Romeo, Royo, Monzon                     | 2002 | |             |
| {\displaystyle {\frac {1}{\sqrt {f}}}=0.8686\ln \left[{\frac {0.4587\mathrm {Re} }{(S-0.31)^{\frac {S}{(S+1)}}}}\right]} که: {\displaystyle S=0.124\mathrm {Re} {\frac {\varepsilon }{D}}+\ln(0.4587\mathrm {Re} )} | Goudar, Sonnad                          | 2006 | |             |
| {\displaystyle {\frac {1}{\sqrt {f}}}=0.8686\ln \left[{\frac {0.4587\mathrm {Re} }{(S-0.31)^{\frac {S}{(S+0.9633)}}}}\right]} که: {\displaystyle S=0.124\mathrm {Re} {\frac {\varepsilon }{D}}+\ln(0.4587\mathrm {Re} )} | Vatankhah, Kouchakzadeh                 | 2008 | |             |
| {\displaystyle {\frac {1}{\sqrt {f}}}=\alpha -{\frac {\alpha +2\log \left({\frac {\mathrm {B} }{\mathrm {Re} }}\right)}{1+{\frac {2.18}{\mathrm {B} }}}}} که {\displaystyle \alpha ={\frac {0.744\ln(\mathrm {Re} )-1.41}{1+1.32{\sqrt {\varepsilon /D}}}}} {\displaystyle \mathrm {B} ={\frac {\varepsilon /D}{3.7}}\mathrm {Re} +2.51\alpha } | Buzzelli                                | 2008 | |             |
| {\displaystyle {\frac {1}{f}}=\left({\frac {Re}{64}}\right)^{a}\left(1.8\log {\frac {Re}{6.8}}\right)^{2(1-a)b}\left(2.0\log {\frac {3.7D}{\epsilon }}\right)^{2(1-a)(1-b)}} که {\displaystyle a={\frac {1}{1+\left({\frac {Re}{2720}}\right)^{9}}}} {\displaystyle b={\frac {1}{1+\left({\frac {Re}{160{\frac {D}{\epsilon }}}}\right)^{2}}}} | Cheng                                   | 2008 | All flow regimes | [ ۳ ]       |
| {\displaystyle f={\frac {6.4}{(\ln(\mathrm {Re} )-\ln(1+.01\mathrm {Re} {\frac {\varepsilon }{D}}(1+10{\sqrt {\frac {\varepsilon }{D}}})))^{2.4}}}} | Avci, Kargoz                            | 2009 | |             |
| {\displaystyle f={\frac {0.2479-0.0000947(7-\log \mathrm {Re} )^{4}}{(\log \left({\frac {\varepsilon /D}{3.615}}+{\frac {7.366}{\mathrm {Re} ^{0.9142}}}\right))^{2}}}} | Evangelides, Papaevangelou, Tzimopoulos | 2010 | |             |
| {\displaystyle f=1.613\left[\ln \left(0.234\left({\frac {\varepsilon }{D}}\right)^{1.1007}-{\frac {60.525}{\mathrm {Re} ^{1.1105}}}+{\frac {56.291}{\mathrm {Re} ^{1.0712}}}\right)\right]^{-2}} | Fang                                    | 2011 | |             |
| {\displaystyle f=\left[-2\log \left({\frac {2.18\beta }{\mathrm {Re} }}+{\frac {\varepsilon /D}{3.71}}\right)\right]^{-2}} , {\displaystyle \beta =\ln {\frac {\mathrm {Re} }{1.816\ln \left({\frac {1.1Re}{\ln \left(1+1.1\mathrm {Re} \right)}}\right)}}} | Brkić                                   | 2011 | |             |
| {\displaystyle f=1.325474505\log _{e}\left(A-0.8686068432B\log _{e}\left(A-0.8784893582B\log _{e}\left(A+(1.665368035B)^{0.8373492157}\right)\right)\right)^{-2}} که {\displaystyle A={\frac {\varepsilon /D}{3.7065}}} {\displaystyle B={\frac {2.5226}{\mathrm {Re} }}} | S.Alashkar                              | 2012 | |             |
| {\displaystyle f=\left({\frac {64}{\mathrm {Re} }}\right)^{a}\left[0.75\ln {\frac {\mathrm {Re} }{5.37}}\right]^{2(a-1)b}\left[0.88\ln 3.41{\frac {D}{\epsilon }}\right]^{2(a-1)(1-b)}} که {\displaystyle a={\frac {1}{1+\left({\frac {\mathrm {Re} }{2712}}\right)^{8.4}}}} {\displaystyle b={\frac {1}{1+\left({\frac {\mathrm {Re} }{150{\frac {D}{\epsilon }}}}\right)^{1.8}}}} | Bellos, Nalbantis, Tsakiris             | 2018 | All flow regimes | [ ۴ ] [ ۵ ] |
| {\displaystyle {\frac {1}{\sqrt {f}}}=A-{\frac {(B-A)^{2}}{C-2B+A}}} که {\displaystyle A=-2\log \left({\frac {\varepsilon /D}{3.7}}+{4.5547 \over \mathrm {Re} ^{0.8784}}\right)} {\displaystyle B=-2\log \left({\frac {\varepsilon /D}{3.7}}+{2.51A \over \mathrm {Re} }\right)} {\displaystyle C=-2\log \left({\frac {\varepsilon /D}{3.7}}+{2.51B \over \mathrm {Re} }\right)} | Niazkar                                 | 2019 | | [ ۶ ]       |
| {\displaystyle f={\frac {1}{\left(0.8284\ln \left({\dfrac {\varepsilon /D}{4.913}}+{\dfrac {10.31}{\mathrm {Re} }}\right)\right)^{2}}}} | Tkachenko, Mileikovskyi                 | 2020 | Deviation 5.36 %, {\displaystyle 2320\leq {\mathrm {Re} }\leq 10^{9}} {\displaystyle 0\leq {\varepsilon /D}\leq 0.65}    | [ ۷ ]       |
| {\displaystyle f=\left({\frac {8.128943+A_{1}}{8.128943A_{0}-0.86859209A_{1}\ln \left({\dfrac {A_{1}}{3.7099535\mathrm {Re} }}\right)}}\right)^{2}} که {\displaystyle A_{0}=-0.79638\ln \left({\frac {\varepsilon /D}{8.208}}+{\frac {7.3357}{\mathrm {Re} }}\right)} {\displaystyle A_{1}=\mathrm {Re} \left(\varepsilon /D\right)+9.3120665A_{0}} | Tkachenko, Mileikovskyi                 | 2020 | Deviation 0.00072 %, {\displaystyle 2320\leq {\mathrm {Re} }\leq 10^{9}} {\displaystyle 0\leq {\varepsilon /D}\leq 0.65} | [ ۷ ]       |